# Tachanka

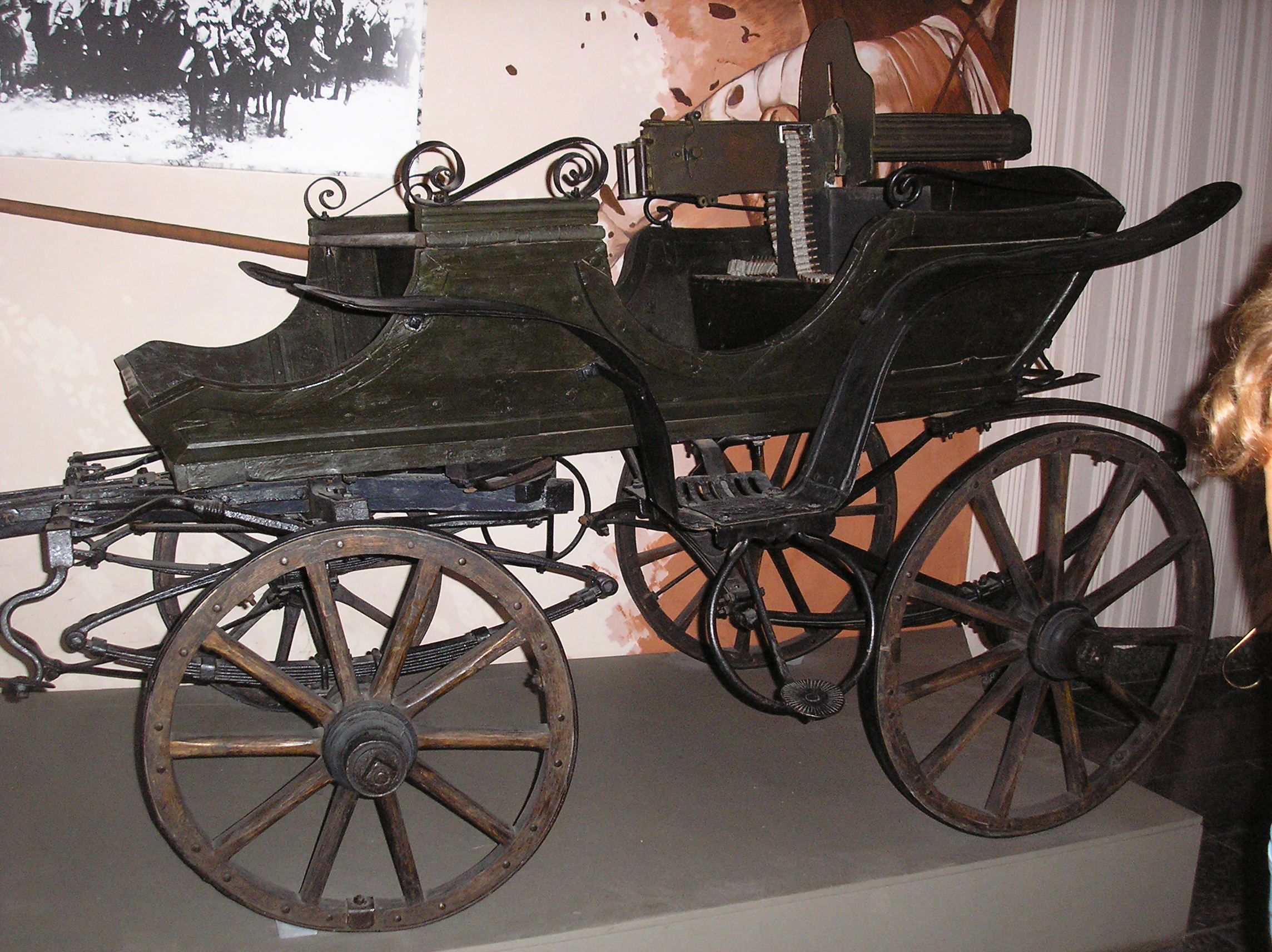
Tachanka do Exército Negro, exposta no museu de Guliaipole (Ucrânia).

Tachanka (russo:  тача́нка, em polonês/polaco:  taczanka) era uma metralhadora puxada por cavalos, geralmente uma carroça (por exemplo, um charabank) ou uma carruagem aberta com uma pesada metralhadora montada nas costas. Tachanka poderia ser utilizada com dois cavalos e exigia uma tripulação de duas ou três pessoas (um motorista e uma metralhadora). Um número de fontes atribuem sua invenção a Nestor Makhno.

## Etimologia
Há pelo menos duas hipóteses plausíveis sobre a origem da palavra tachanka. O dicionário etimológico de Vasmer sugere que a palavra deriva de ucraniano netychanka ("нетичанка"), najtyczanka polonês, um tipo de carruagem com o nome da cidade de Neutitschein, agora Nový Jičín na República Tcheca. De acordo com outra opinião, é um diminutivo ucraniano, ou forma cativante da palavra tachka (ucraniano: та́чка, que significa 'carrinho de mão'). Ainda outra opinião é que é uma palavra contratada 'tavrichanka' para carruagens acidentadas conhecidas no sul da Ucrânia e Crimeia, derivadas do nome "Taurida" para esta área. No entanto, esta última derivação é duvidosa porque o 'tavrichanka', uma carruagem agrícola grande e robusta, tem um design completamente diferente.[carece de fontes?]

## Adoção
Um carro de cavalo civil regular poderia ser facilmente convertido para uso militar e para trás. Isso tornou o tachanka muito popular durante a Grande Guerra na Frente Oriental, onde foi usado pela cavalaria russa.[carece de fontes?] O uso de tachankas atingiu seu auge durante a Guerra Civil Russa (1917-1920), particularmente no camponês. regiões do sul da Rússia e da Ucrânia, onde as frentes eram fluidas e a guerra móvel ganhava muito significado. Com até 4 cavalos puxando um tachanka, ele poderia facilmente acompanhar as unidades de cavalaria e apoiá-las com poder de fogo móvel.
As táticas de Tachanka foram centradas em tirar proveito de sua velocidade para surpreender o inimigo. Tachankas, antes da introdução do tanque ou automóvel no campo de batalha, eram a única maneira de fornecer mobilidade de alta velocidade para as pesadas e volumosas metralhadoras da Primeira Guerra Mundial. A velocidade do carro puxado a cavalo seria usada para mover o caminhão. plataforma de metralhadora para uma posição de tiro favorável, e então o inimigo seria disparado antes que eles tivessem uma chance de reagir. Como a metralhadora apontava para a traseira da carroça, os tachankas também forneciam fogo supressivo efetivo para perseguir a cavalaria inimiga depois de ataques e durante retiros. O líder anarquista ucraniano Nestor Makhno foi pioneiro no uso do tachanka em massa durante a Guerra Civil Russa. As forças de Makhno dependiam tanto do uso do tachanka que um makhnovista se referia a si mesmo e a seus companheiros de tropas como "uma república no tachanki". O Exército Insurrecionário Revolucionário da Ucrânia usou tachankas principalmente contra a cavalaria inimiga. Os makhnovistas também usavam tachankas para transportar a infantaria, melhorando assim a mobilidade do exército (cerca de 100 km por dia). Tachankas logo se tornou usado pelo Exército Vermelho, com o famoso exemplo de Vasily Chapayev.

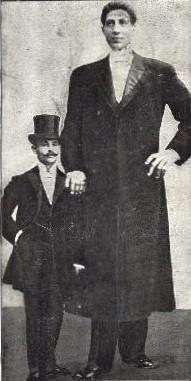
Inventor da Tachanka, líder anarquista ucraniano, contra os bolcheviques.

Mais tarde, foi adotado por vários exércitos, notadamente o Exército polonês que o usou durante a Guerra Polaco-Soviética. Inicialmente praticamente improvisado, com o tempo, o exército polonês também adotou dois modelos de taczankas feitos em fábricas, como eram chamados na Polônia. Eles foram usados durante a Invasão da Polônia de 1939 para fornecer apoio ao esquadrão de cavalaria. Eles estavam ligados a todas as cavalarias do esquadrão HMG e à companhia de infantaria HMG.

## Armamento
Apesar de um certo grau de padronização, o armamento do tachanka foi, na maioria dos casos, improvisado. Na Rússia, a metralhadora pesada PM M1910 era frequentemente usada. A cavalaria polaca da Guerra Polaco-Soviética usava frequentemente todos os tipos de metralhadoras disponíveis, incluindo a Maxim, a Schwarzlose MG M.07/12, a metralhadora Hotchkiss e a metralhadora Browning. Os modelos tardios de tachankas padronizados do exército polonês foram todos equipados com Ckm wz.30, uma modificação polonesa da metralhadora Browning M1917 que também era adequada para fogo antiaéreo.

## Na cultura popular
Uma das canções que glorifica o Exército Vermelho durante a Guerra Civil Russa foi chamada "Tachanka". 
- Em português:

Eh, além do Volga e além do Don
Estepe de ouro
Bronzeado, empoeirado
A metralhadora é jovem.
- Em russo:[7]

Эх, за Волгой и за Доном  
Мчался степью золотой     
Загорелый, запыленный     
Пулеметчик молодой.
Tachankas pode ser visto nos clássicos filmes soviéticos Chapayev e The Burning Miles. Uma variante moderna de tachanka pode ser vista em um filme cult russo, Brother 2.
No videogame de 2015 Tom Clancy's Rainbow Six Siege, há um operador russo jogável com o nome de Alexsandr "Tachanka" Senaviev, que tem a habilidade de usar uma metralhadora Degtyaryov em um tripé blindado. Ele é frequentemente chamado de Lord Tachanka pela Rainbow Six Siege Community.